# Jermuk (ort i Armenien)
Jermuk är en ort i Armenien.   Den ligger i provinsen Vajots Dzor, i den sydöstra delen av landet, 110 kilometer öster om huvudstaden Jerevan. Jermuk ligger 2 135 meter över havet och antalet invånare är 4 582.
Terrängen runt Jermuk är huvudsakligen lite bergig. Jermuk ligger nere i en dal. Runt Jermuk är det ganska glesbefolkat, med 42 invånare per kvadratkilometer.. Jermuk är det största samhället i trakten. 
Trakten runt Jermuk består i huvudsak av gräsmarker.